# A Chinela Turca
"A Chinela Turca" é um conto do escritor brasileiro Machado de Assis. A ação do conto transcorre no Rio de Janeiro, no ano de 1850, e conta a história do bacharel Duarte, que enquanto se prepara para ir a um baile com Cecília, recebe a visita do major Lopo Alves. A visita noturna não seria um problema, se o major não tivesse em mãos um livro de 180 páginas que pretendia ler para Duarte.
Esse conto de Machado de Assis foi publicado pela primeira vez em 1875 e foi posteriormente incluído em Papéis Avulsos, sendo o mais antigo da coletânea.